# Jason Plato
Timothy Jason Plato (Oxford, 14 ottobre 1967) è un pilota automobilistico e conduttore televisivo britannico.

## Carriera

### Automobilismo

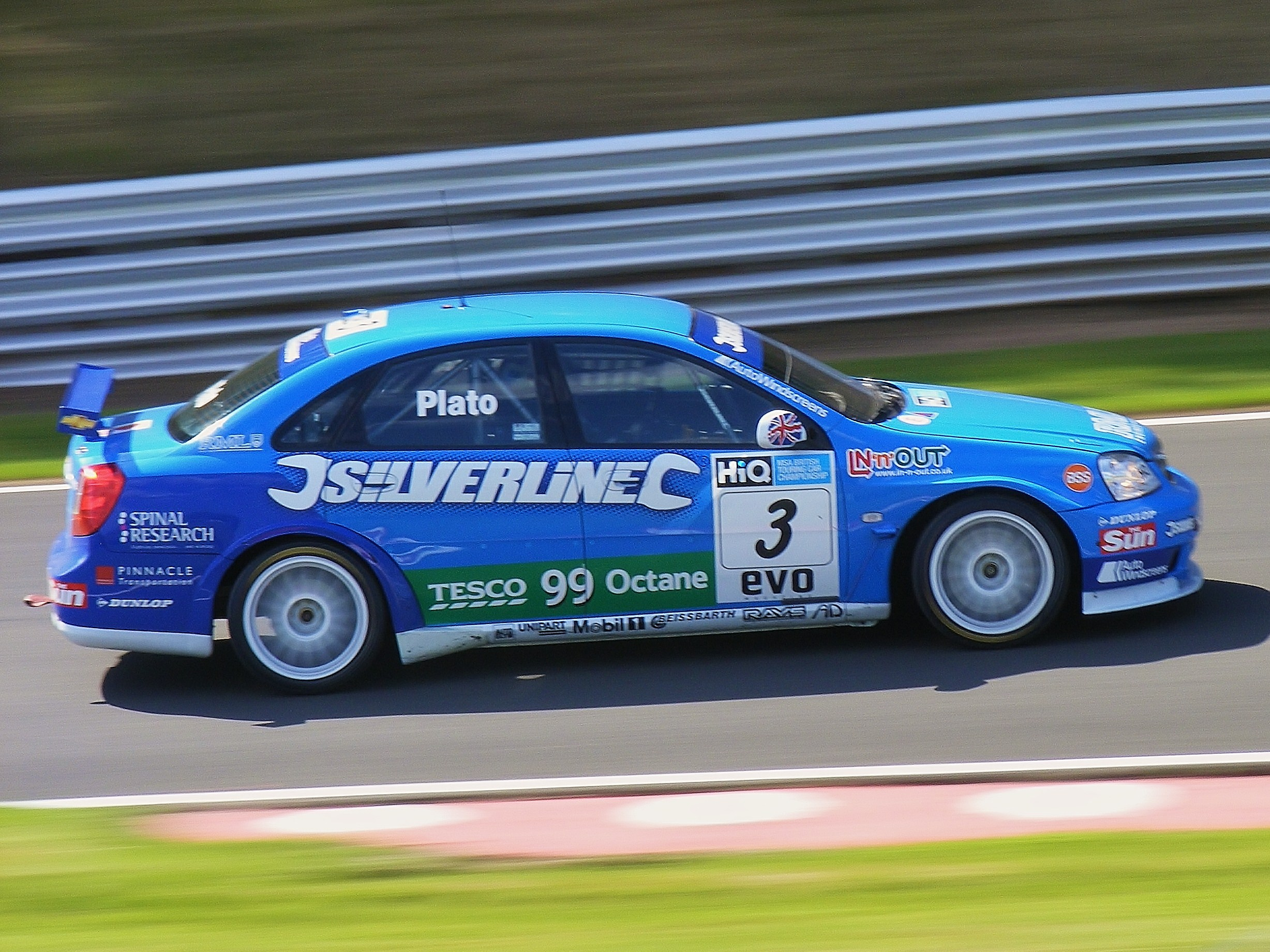
Plato a Oulton Park nel 2009

Dopo l'apprendistato nei kart nel 1990, 1991 e poi nuovamente nel 1995 ha corso nella Formula Renault britannica; nel 1991 ha poi preso parte anche alla Eurocup Formula Renault (che all'epoca si chiamava Rencontres Internationales de Formule Renault), vincendo il titolo. Nel 1992 ha corso nella Formula 3 britannica. Nel 1996 ha disputato e vinto la Renault Spider Cup.
Nel 1997 ha debuttato nel British Touring Car Championship, che ha vinto nel 2001 e nel 2010. Ha corso con una Renault Laguna del team Williams-Renault dal 1997 al 1999, con la Vauxhall nel 2000 e nel 2001, con SEAT Sport UK dal 2004 al 2009, con Silverline Chevrolet nel 2010 e nel 2011 e con il team MG Momentum Racing nel 2012. Oltre alle vittorie 2001 e 2010, conta altri dodici piazzamenti nei primi cinque classificati al termine della stagione.
Uniche interruzioni all'esperienza in BTCC furono la stagione 2002, durante la quale disputò la serie ASCAR, riservata alle stock car, ed il 2003, quando fu scelto da SEAT come driver coach per il suo progetto di sviluppo di giovani piloti. Nel 2005, inoltre, prese anche parte a quattro eventi del campionato del mondo turismo, sempre alla guida di una SEAT, ottenendo anche un piazzamento sul podio con il secondo posto in gara 2 a Silverstone.

### Televisione
Plato conduce, assieme a Tiff Needell e Vicki Butler-Henderson, il programma Fifth Gear su Channel 5. In precedenza aveva condotto Driven su Channel 4, insieme a Mike Brewer e Penny Mallory, e Mission Implausible su Sky1, con Tania Zaetta.
Nel 2007, durante la registrazione di una puntata di Fifth Gear, rimase coinvolto in un incidente: la Caparo T1 che stava guidando prese fuoco a circa 240 km/h. Il pilotà riportò alcune ustioni, che non gli impedirono di prendere parte all'ultima gara BTCC della stagione.